# Kathedrale von Chichester

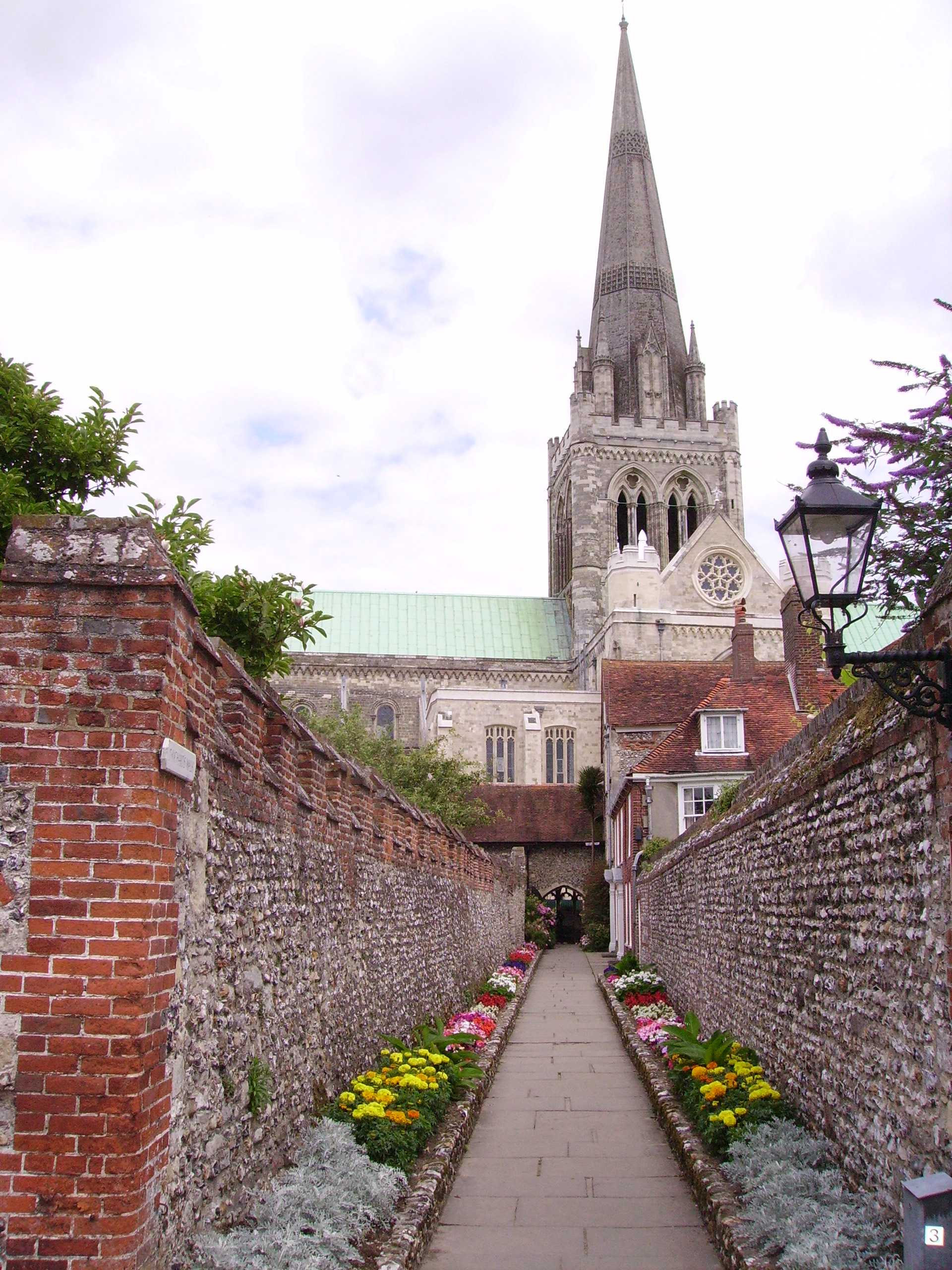
Weg zur Kathedrale von Chichester

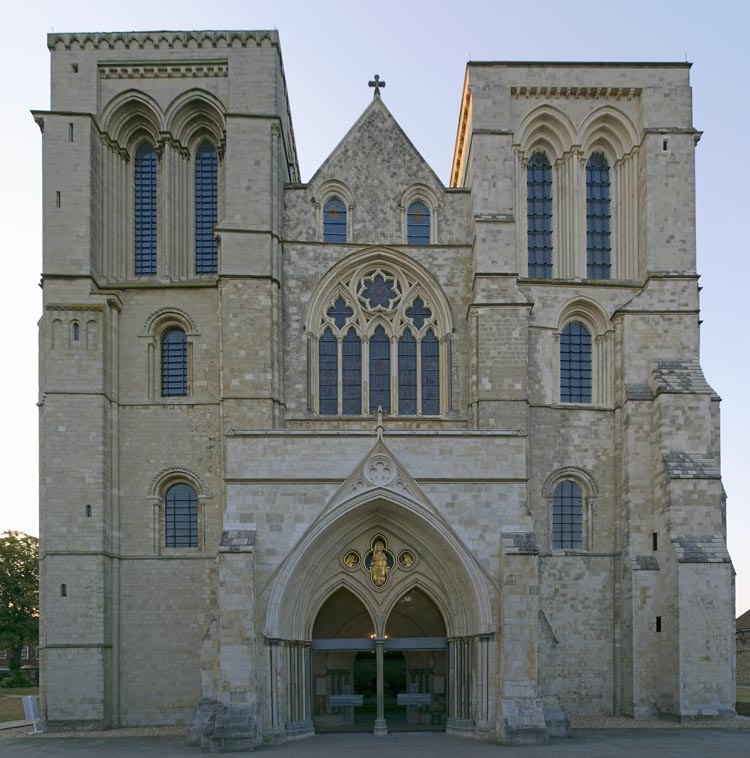
Westseite

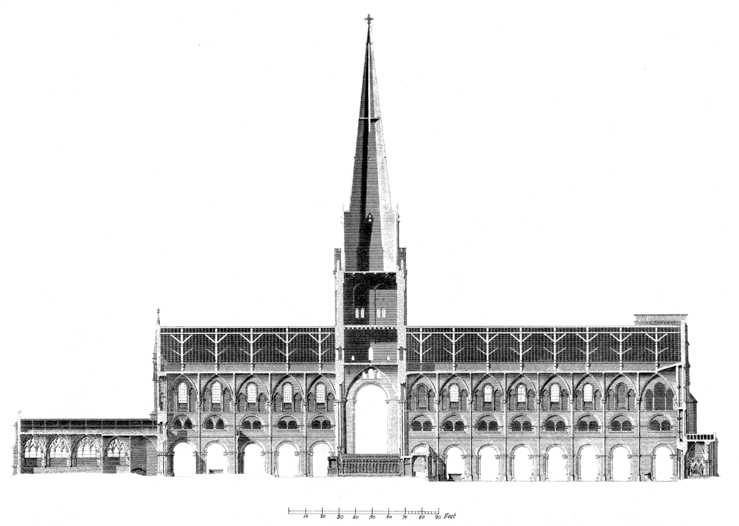
Plan

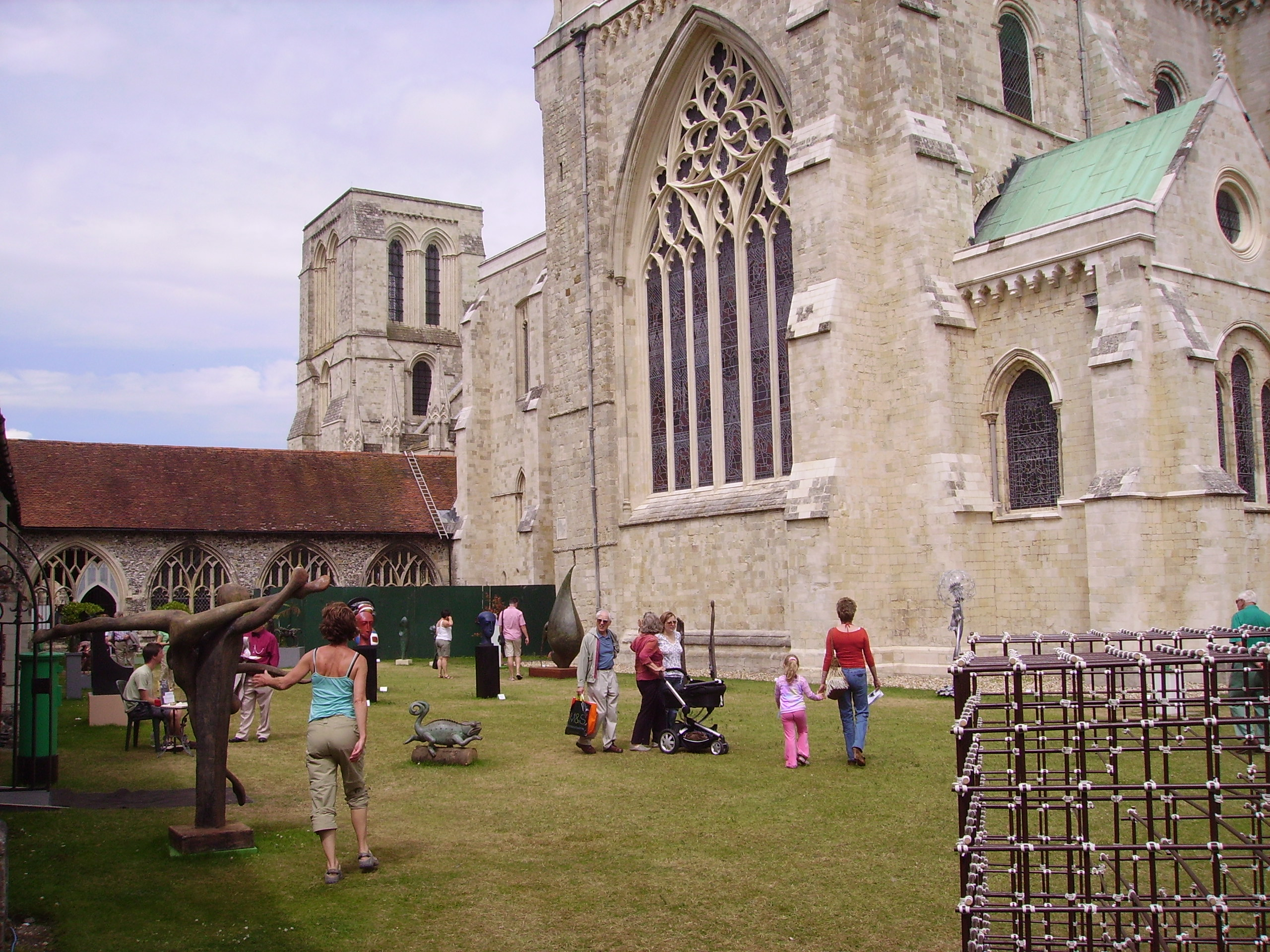
Kreuzgang mit Skulpturenausstellung

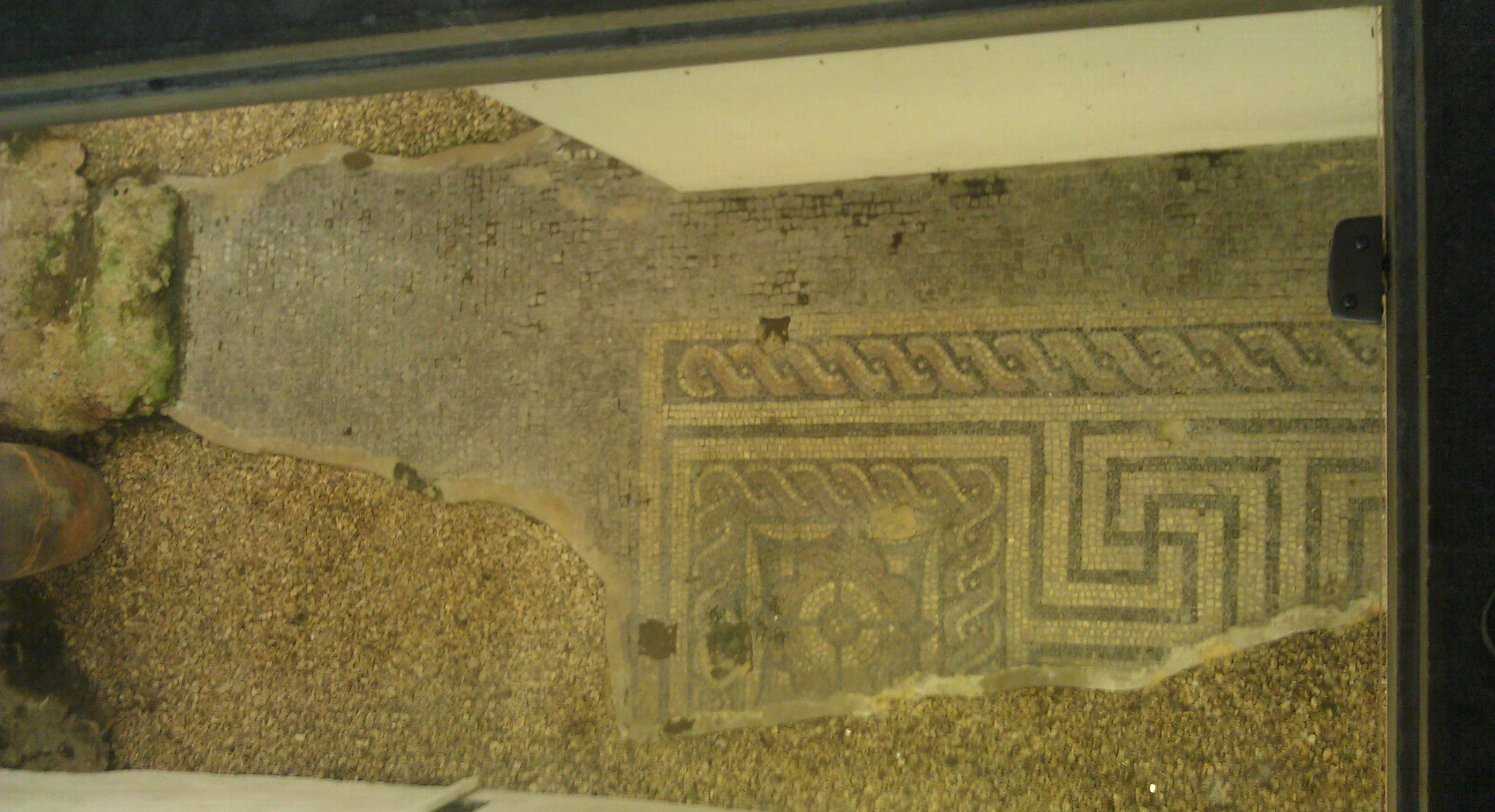
Mosaik-Fußboden (nur sichtbar durch Münzeinwurf)

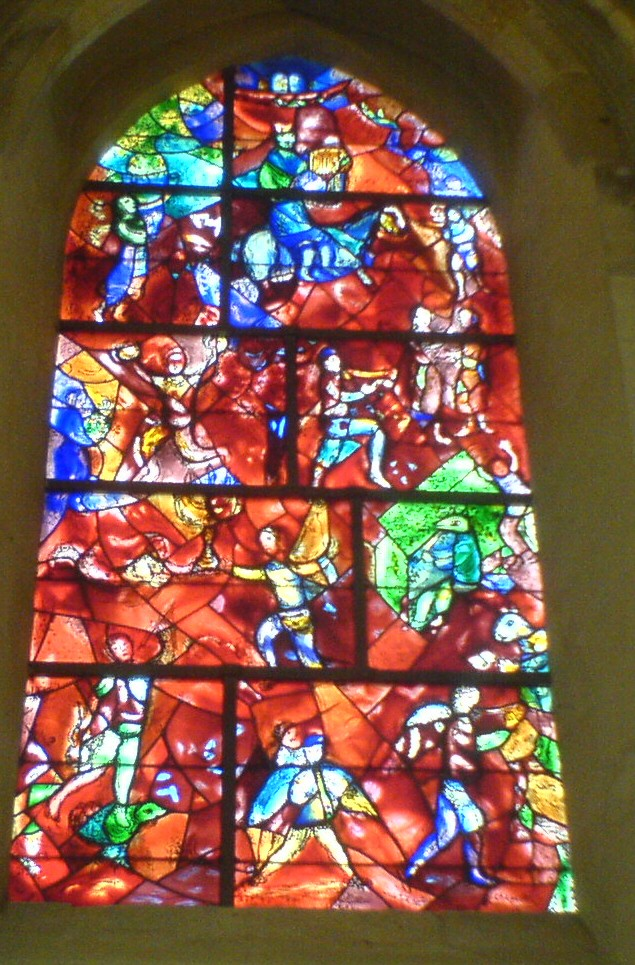
Chagall-Kirchenfenster mit der Darstellung des 150. Psalms

Die Kathedrale von Chichester, offiziell: The Cathedral Church of The Holy Trinitiy, ist eine anglikanische Kathedrale in der südenglischen Stadt Chichester, West Sussex.

## Geschichte

### Gründung
Die Kathedrale von Chichester wurde auf den Fundamenten einer römischen Basilika errichtet, nachdem im Jahr 1075 der Bischofssitz von der nahe gelegenen Ortschaft Selsey hierher verlegt wurde. Die ersten Bauarbeiten begannen gegen 1076 unter Bischof Stigand. Bischof Ralph de Luffa weihte die Kathedrale 1108 der Heiligen Dreieinigkeit. 1187 zerstörte ein Feuer den Ostteil der Kathedrale und den hölzernen Dachstuhl, der durch ein Steingewölbe ersetzt wurde. Der Neubau eines Retro-Chores im Early English Style und der Anbau zahlreicher Seitenkapellen im 13. Jh. machten das Gotteshaus zu einem der umfangreichsten in England.

### Richard von Chichester
Im Jahre 1262 sprach Papst Urban IV. Bischof Richard von Chichester, der erst neun Jahre zuvor verstorben war, heilig. Sein Grab im Retro-Chor war eine der bedeutendsten Pilgerstätten in England, bis es 1538 auf Anordnung Heinrichs VIII. zerstört wurde.

### Ausbau
Im 14. Jahrhundert erhielt die Kathedrale einen Vierungsturm und eine Marienkapelle. Im 15. Jh. veränderte der Anbau von Kreuzgängen, die das südliche Querschiff einschlossen, das äußere Erscheinungsbild der Kathedrale. Eine Besonderheit ist der 1436 erbaute freistehende Glockenturm an der Nordwestseite der Kathedrale. Er enthält heute ein Geläut von acht Glocken und ist der einzige noch erhaltene Campanile in England.

### Zerstörung
Die Zerstörungswut der Kirchenstürmer in der Reformationszeit richtete beträchtlichen Schaden in der Kathedrale an. Gedenktafeln wurden entwendet, Schnitzereien und Skulpturen beschädigt und der Schrein St. Richards und die mittelalterlichen Buntglasfenster völlig zerstört.
Weiteren Schaden nahm die Kirche, als 1642 während der Regierungszeit Cromwells die Parlamentstruppen die Stadt besetzten. In den folgenden zwei Jahrhunderten wurde die Kathedrale vernachlässigt und verfiel.

### Wiederaufbau
Erst in den 1840er Jahren begannen unter Dean George Chandler Restaurierungsarbeiten. Diese erlitten jedoch einen Rückschlag, als 1861 der Vierungsturm einstürzte. 1866 konnte er wieder aufgebaut werden und erhielt dabei den heutigen hohen Turmhelm.
Der 82 Meter hohe Turm soll der einzige Turmhelm in England sein, der vom Meer aus zu sehen ist.

## Ausstattung
Der Innenraum enthält eine Fülle von Kunstwerken aus den verschiedensten Epochen.

### Historische Kunst
Im Mittelschiff befinden sich Reste eines römischen Mosaik-Fußbodens aus dem 2. Jahrhundert. 
Im südlichen Chorseitenschiff sind zwei romanische Sandsteinreliefs aus dem frühen 12. Jahrhundert zu sehen: „Die Erweckung des Lazarus“ und „Christus bei der Ankunft in Bethanien“. Sie gelten als einzigartige Vertreter vorgotischer Bildhauerkunst in England.
Das Chorgestühl stammt aus dem Jahre 1330, die Chorschranke von 1475.
Das herausragendste unter den vielen interessanten Grabmälern in der Kathedrale ist der Sarkophag von Richard Fitzalan Earl of Arundel und seiner Gattin Eleonore aus dem 14. Jahrhundert.

### Marienkapelle
In der Marienkapelle an der Ostseite ist die Deckenbemalung von Lambert Bernard aus dem Jahre 1533 erhalten. Sie ist der letzte erhaltene Teil der ursprünglichen Deckenbemalung der ganzen Kathedrale. Stilisierte Bischofsporträts und Gemälde von Königen und Königinnen aus dem 16. Jahrhundert von Lambert Bernard schmücken die Querschiffe.

### Moderne Kunst
Die Kathedrale enthält auch eine Vielzahl moderner Kunstwerke. In der nördlichen Chorapsis ist das Chagall-Kirchenfenster von 1976 (Darstellung des 150. Psalms) zu sehen. Rechts hinter dem Westeingang steht der von John Skelton 1983 geschaffene Taufstein aus schwarzem Cornwall-Stein und Kupfer. Das Gemälde von Hans Feibusch (1952) gleich nebenan zeigt die Taufe Christi. In der Maria Magdalena-Kapelle hängt das Altarbild „Noli me tangere“ (1962) von Graham Sutherland.
Der moderne Wandteppich im Chorraum hinter dem Hochaltar wurde 1966 von John Piper entworfen und in Frankreich gewebt, Motiv ist die Heilige Dreieinigkeit. Der deutsch-englische Gobelin von Ursula Benker-Schirmer (1985) im Retrochor zeigt biblische Symbole, die mit dem Leben und den Legenden des Heiligen Richard von Chichester zusammenhängen. Die von John Skelton 1988 geschaffene Marienskulptur steht in der Lady Chapel.

### Orgel

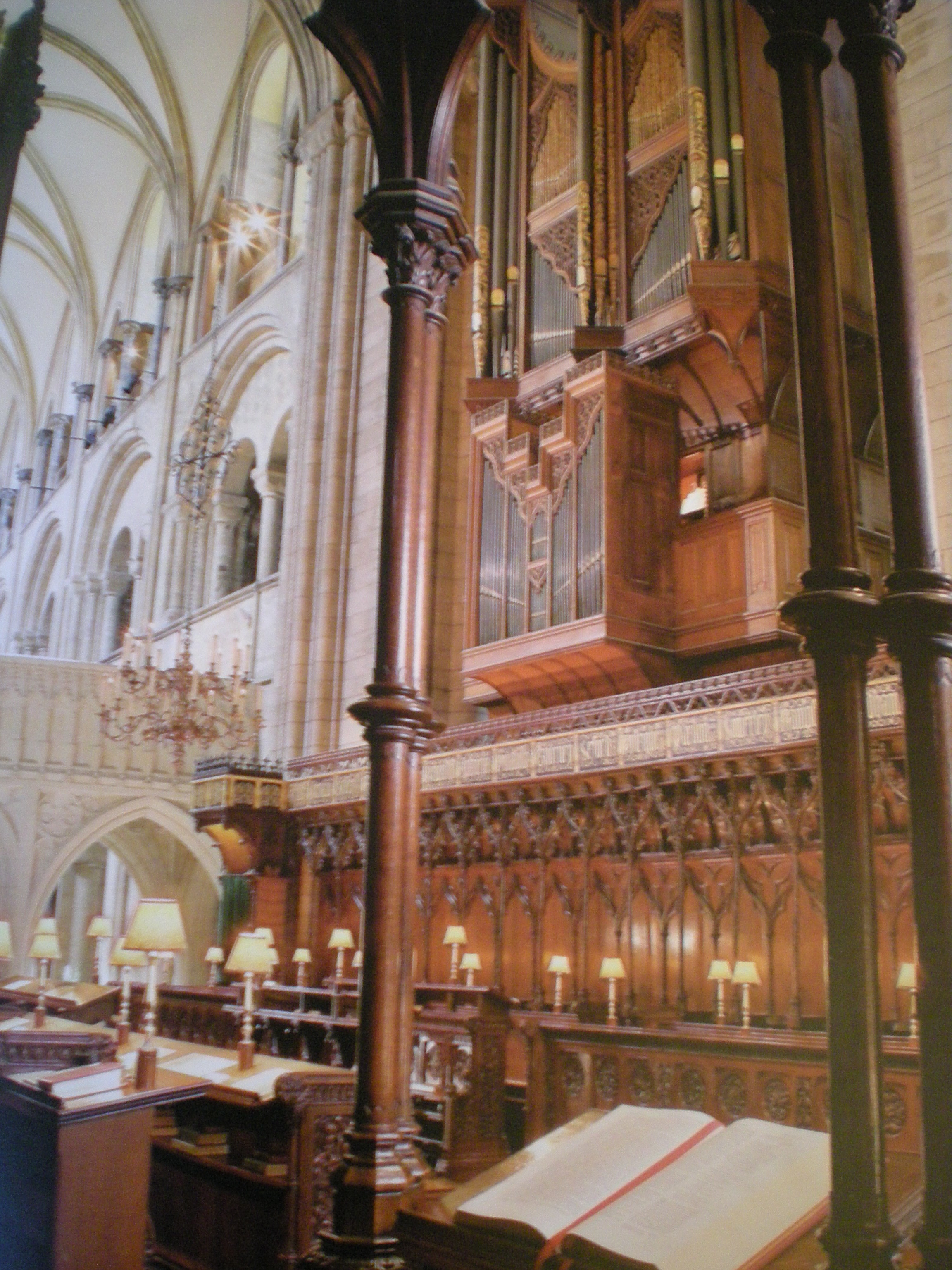
Orgelprospekt

Die Orgel besteht aus Pfeifenmaterial von mehreren bekannten englischen Orgelbauern. Das Orgelgehäuse wurde 1888 von Dr. Arthur Hill entworfen. Die Prospektpfeifen stammen aus dem Jahr 1678. Das Instrument hatte zunächst 35 Register. 1984–1985 wurde die Orgel umfassend renoviert und reorganisiert.

#### Hauptorgel
Die Hauptorgel hat heute 48 Register auf vier Manualen und Pedal.
| I Choir Organ C– |       |
| Stopped Diapason | 8′    |
| Dulciana         | 8′    |
| Principal        | 4′    |
| Flute            | 4′    |
| Fifteenth        | 2′    |
| Nineteenth       | 1 ⁄3′ |
| Mixture II       |       |
| Tremulant        |       |

| II Great Organ C–    |        |
| Double Open Diapason | 16′    |
| Open Diapason I      | 8′     |
| Open Diapason II     | 8′     |
| Stopped Diapason     | 8′     |
| Principal            | 4′     |
| Suabe Flute          | 4′     |
| Twelfth              | 2 ⁄3′  |
| Fifteenth            | 2′     |
| Flageolet            | 2′     |
| Tierce               | 1 3⁄5′ |
| Full Mixture III     |        |
| Sharp Mixture II     |        |
| Trumpet              | 8′     |
| Clarion              | 4′     |

| III Swell Organ C– |     |
| Double Diapason    | 16′ |
| Open Diapason      | 8′  |
| Stopped Diapason   | 8′  |
| Salicional         | 8′  |
| Vox Angelica       | 8′  |
| Principal          | 4′  |
| Flute              | 4′  |
| Fifteenth          | 2′  |
| Mixture III        |     |
| Fagotto            | 16′ |
| Cornopean          | 8′  |
| Hautboy            | 8′  |
| Clarion            | 4′  |
| Tremulant          |     |

| IV Solo Organ C– |    |
| Wald Flute       | 8′ |
| Flauto Traverso  | 4′ |
| Cornet III-V     |    |
| Cremona          | 8′ |
| Posaune          | 8′ |
| Tremulant        |    |

| Pedal Organ C– |         |
| Open Diapason  | 16′     |
| Violone        | 16′     |
| Bourdon        | 16′     |
| Quint          | 10 2⁄3′ |
| Principal      | 8′      |
| Fifteenth      | 4′      |
| Mixture IV     |         |
| Contra Fagotto | 32′     |
| Trombone       | 16′     |

- Koppeln: I/II, III/II, IV/II, I/P, II/P, III/P, IV/P

#### Nave Organ
Vom Generalspieltisch aus ist auch die Nave Organ anspielbar, die sieben Register auf einem Manual und Pedal hat, und über einen eigenen Spieltisch verfügt.
| Nave Organ C–    |    |
| Open Diapason    | 8′ |
| Stopped Diapason | 8′ |
| Principal        | 4′ |
| Flute            | 4′ |
| Fifteenth        | 2′ |
| Mixture IV       |    |

| Nave Organ Pedal C– |     |
| Subbass             | 16′ |

## Kirchenmusik
Für das Southern Cathedrals Festival, das jährlich im Wechsel von den Kathedralen von Salisbury und Winchester stattfindet, komponierte Leonard Bernstein 1965 seine Chichester Psalms.
Ungewöhnlich für eine Kathedrale, fand hier eine Aufführung der Rockband Pink Floyd statt, als diese zur Beerdigung ihres Managers Steve O’Rourke spielten. Außerdem traten in der Kathedrale auch Bob Geldof, Rolf Harris und The Hollies auf.